# Joost van den Broek
Joost van den Broek (* 13. července 1982, Nizozemsko) je nizozemský hudební producent a klávesista zaměřující se především na symfonický metal. V počátcích své hudební kariéry působil jako klávesista ve skupině After Forever, poté se ale začal věnovat především produkci a technickým záležitostem ve studiu. V minulosti produkoval alba kapel jako jsou Epica, Xandria či ReVamp. Vystudoval hudební konzervatoř v Enschede a je zakladatelem a vlastníkem hudebního studia Sandlane Recording Facilities.